# 2011年雷恩斯維爾龍捲風
2011年雷恩斯維爾龍捲風（2011 Rainsville tornado）發生於2011年4月27日傍晚，一場巨大且威力極大的EF5級龍捲風襲擊了美國阿拉巴馬州東北部部分地區，造成了難以置信的破壞，尤其是阿拉巴馬州雷恩斯維爾鎮。
雷恩斯維爾龍捲風是具有歷史意義的2011年龍捲風超級爆發中的第四次也是最後一次EF5級龍捲風，也是有史以來規模最大的龍捲風爆發。這場多渦旋龍捲風在地面上持續了36分鐘，在迪卡爾布縣留下了一條長達36.63英里（58.95公里）的路徑，造成25人死亡，人數不詳但相當多的受傷，估計損失超過1000萬美元。

## 外部連結
- Service Assessment: The Historic Tornadoes of April 2011
- Summary of the April 25–27, 2011, tornado outbreak from the Jackson, Mississippi, National Weather Service office